# Serraca momaria
Serraca momaria là một loài bướm đêm trong họ Geometridae.